# Calochortus eurycarpus
Calochortus eurycarpus là một loài thực vật có hoa trong họ Liliaceae. Loài này được S.Watson miêu tả khoa học đầu tiên năm 1871.